# Nigeria en los Juegos Olímpicos de Helsinki 1952
Nigeria estuvo representada en los Juegos Olímpicos de Helsinki 1952 por un total de 9 deportistas que compitieron en un deporte: atletismo.
El equipo olímpico nigeriano no obtuvo ninguna medalla en estos Juegos.